# Castle Clinton National Monument
Castle Clinton ou Fort Clinton est un fort circulaire fait de grès, situé à Battery Park à l'extrémité sud de Manhattan, à New York. Classé monument national américain, le fort doit son nom à DeWitt Clinton, gouverneur de l'État de New York qui fait renforcer les défenses sur la baie.

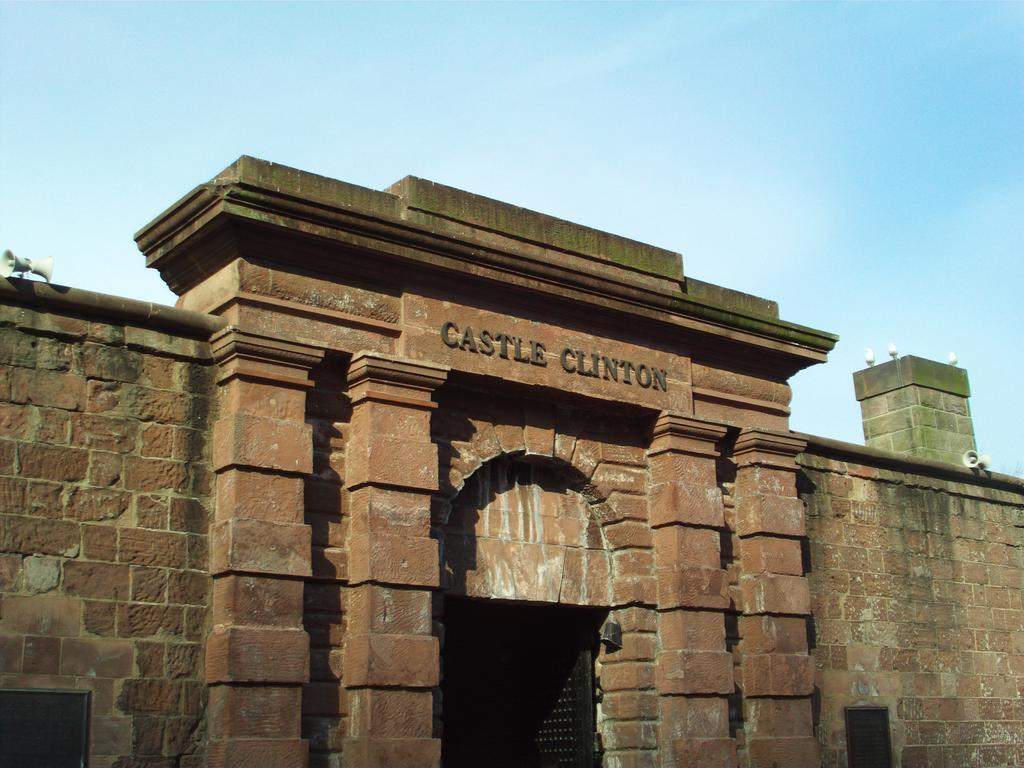
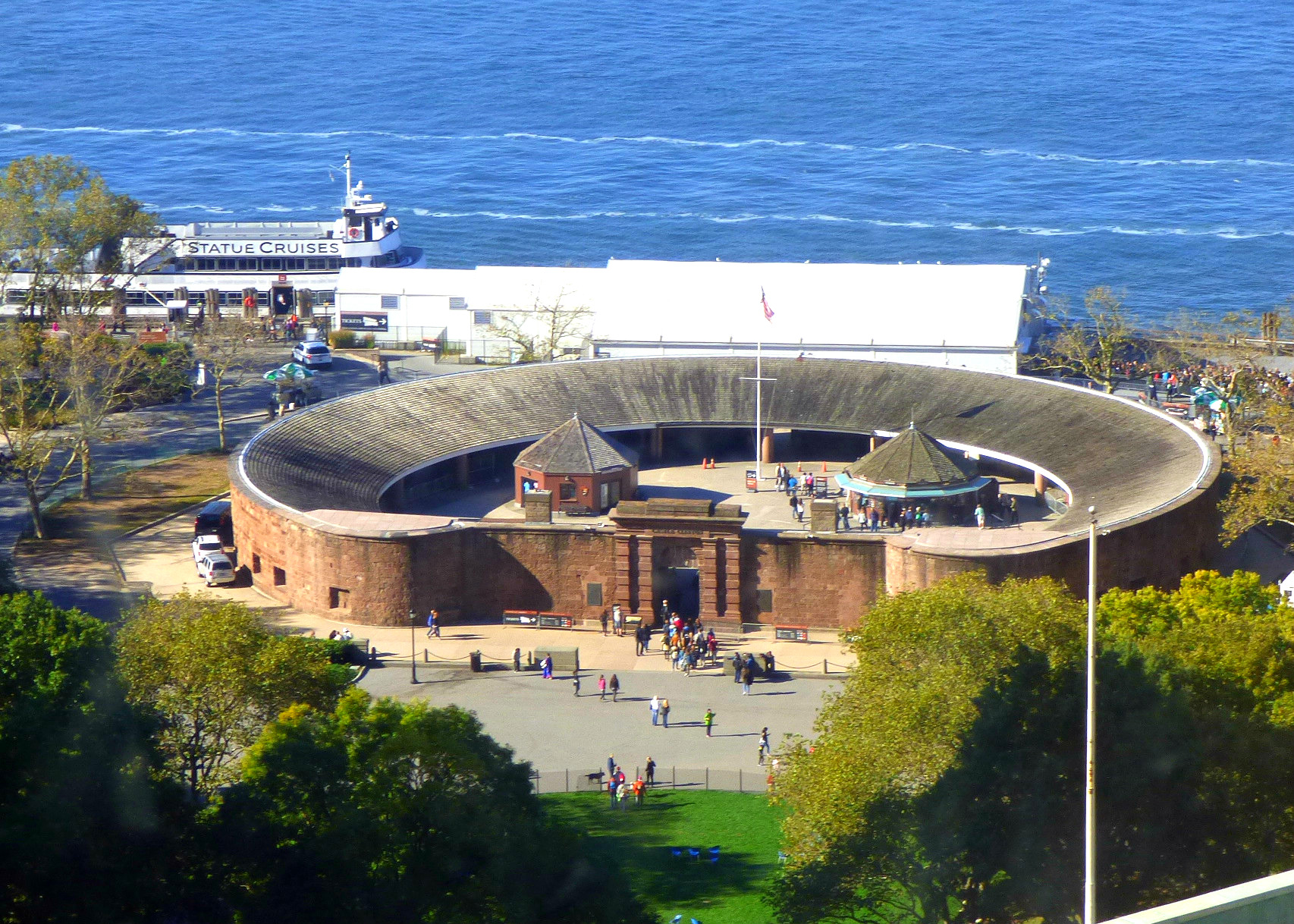
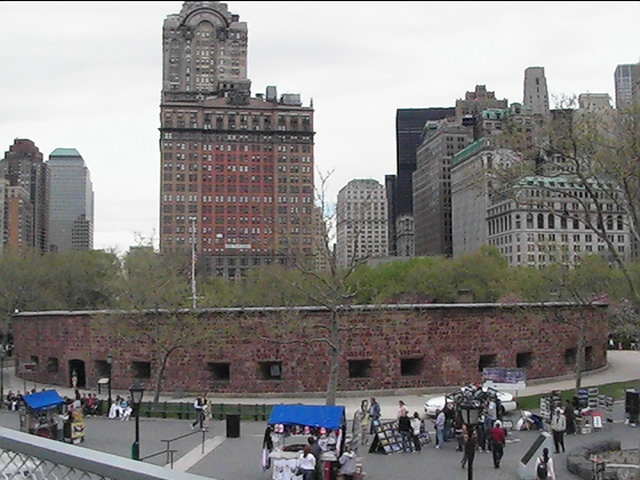
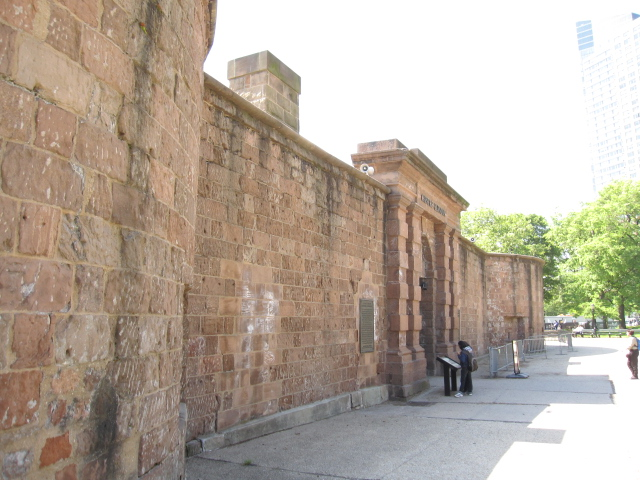